# Cách mạng bất bạo động
Một cuộc cách mạng phi bạo lực (hay cách mạng bất bạo động) là một cuộc cách mạng sử dụng chủ yếu hình thức phản đối bất bạo động chống lại chính phủ được xem là bảo thủ và độc tài để thúc đẩy dân chủ hay độc lập dân tộc. Cách mạng phi bạo lực có thể được diễn ra dù chính phủ có sử dụng các biện pháp bạo lực chống lại người biểu tình. Cách mạng phi bạo lực trong thế kỷ 20 ngày càng trở nên thành công và phổ biến, đặc biệt là sau khi các khối liên minh chính trị thời kỳ chiến tranh lạnh suy yếu.
Trong những năm 1970 và 1980, các nhà tư tưởng ở Liên Xô và các chế độ xã hội chủ nghĩa khác tăng cường đấu tranh dân sự và các phong trào phản kháng (samizdat) mở rộng tại các nước châu Á. Hai cuộc cách mạng lớn nổ ra trong những năm 1980 ảnh hưởng mạnh mẽ phong trào chính trị sau đó. Đầu tiên là Phong trào Sức mạnh Nhân dân diễn ra tại Philippines năm 1986, từ đó thuật ngữ "quyền lực nhân dân" đã trở thành sử dụng rộng rãi, đặc biệt là ở các quốc gia Tây Ban Nha và châu Á
Năm 1980, ở Hàn Quốc diễn ra Phong trào dân chủ Gwangju (Hangul: 광주 민주화운동), dân chúng ở thành phố Gwangju tiến hành biểu tình để chống lại sự độc tài của tướng Chun Doo-hwan. Quân đội Hàn Quốc được điều đến và nổ súng vào dân thường để dập tắt cuộc nổi dậy. Theo những nguồn tin từ báo chí nước ngoài và từ những người chỉ trích chính quyền Chun Doo-hwan, số người thiệt mạng có thể từ 1.000 đến 2.000 người.
Các cuộc nổi dậy năm 1989 lật đổ chế độ xã hội chủ nghĩa đơn đảng trong Khối Đông Âu củng cố khái niệm này (ngoại lệ đáng chú ý là cuộc cách mạng Rumani đã diễn ra đẫm máu), bắt đầu với chiến thắng của Công đoàn Đoàn kết tại Ba Lan tại cuộc bầu cử quốc hội năm đó. Các cuộc cách mạng năm 1989 cung cấp hình mẫu cho các cuộc cách mạng màu tại hầu hết các nước Đông Âu vào đầu thập niên 2000, sử dụng một màu hoặc hoa như là một biểu tượng và đặt tên, kể từ sau cuộc Cách mạng Nhung tại Tiệp Khắc. Trong tháng 12 năm 1989, lấy cảm hứng từ cuộc cách mạng Khối Đông Âu, Liên minh Dân chủ Mông Cổ (MDU) đã tổ chức cuộc biểu tình đường phố rộng rãi và tuyệt thực chống lại các chế độ độc đảng xã hội chủ nghĩa. Năm 1990, giới tư tưởng trong nước Cộng hòa Xã hội chủ nghĩa Xô viết Azerbaijan bắt đầu phản kháng dân sự chống lại chính phủ, nhưng bước đầu đã bị thất bại do sự trấn áp bởi Hồng quân trong sự kiện được gọi là Tháng Giêng Đen tối.
Các cuộc cách mạng bất bạo động đầu thập niên 2010 bao gồm Mùa xuân Ả Rập, đã được đánh dấu bởi một loạt các hành vi bất tuân dân sự, biểu tình ngồi, và cuộc tổng đình công được tổ chức bởi các phong trào đối lập. Tuy nhiên, sau giai đoạn "bất bạo động" ban đầu, lực lượng đối lập sẽ thực hiện bạo loạn loạt đổ hoặc chiến tranh quân sự quyết liệt nếu thấy cần thiết, đẩy đất nước vào nội chiến hoặc bị quân đội nước ngoài tấn công, điển hình là ở Syria, Libya, Yemen.

## Cách mạng hòa bình
Cách mạng hòa bình hay đảo chính không đổ máu là một sự kiện thay đổi chế độ diễn ra không có bạo lực. Cách mạng hòa bình (A peaceful revolution) không sử dụng các lực lượng vũ trang. Nếu những người làm cách mạng hòa bình từ chối sử dụng vũ lực, nó được gọi là cách mạng bất bạo động (hay phi bạo lực). Nếu những người làm cách mạng sẵn sàng sử dụng vũ lực, nhưng những người trung thành với chính phủ đàm phán hoặc đầu hàng để không diễn ra tranh chấp bạo lực, đây được gọi là cách mạng không đổ máu. Tại Hawaii đã diễn ra cả hai loại cách mạng hòa bình này vào năm 1893 và 1954, những cuộc cách mạng hòa bình khác diễn ra như Cách mạng Không đổ máu năm 1688 tại Anh, Cách mạng Sức mạnh Nhân dân tại Philippin, và cách mạng hòa bình năm 1989 tại Đức.
Tuy nhiên, biện pháp "phản kháng phi bạo lực" như biểu tình đông người vẫn không loại trừ khả năng sử dụng các biện pháp bạo lực (quân sự) quyết liệt nhất nếu thấy cần thiết. Các nhà tổ chức các cuộc "cách mạng sắc màu" ở Gruzia, "cách mạng cam" ở Ucraina và Mùa xuân Ả Rập ở các nước Bắc Phi và Trung Đông... là các cơ quan tình báo của các nước phương Tây, các tổ chức phi chính phủ, các "quỹ tài trợ dân chủ", thậm chí cả các lực lượng đặc nhiệm từ bên ngoài có chức năng huấn luyện chiến thuật quân sự cho các lực lượng đối lập để nếu cần, các lực lượng đối lập có thể sử dụng chiến tranh để lật đổ chính phủ. Trên thực tế, nhiều cuộc chính biến ở Đông Âu, Trung Đông đã chuyển từ "phi bạo lực" ban đầu sang chiến tranh quy mô lớn (nội chiến Syria, nội chiến Ucraina, nội chiến Libya...)